# Fluosol
Il fluosol è un sostituto artificiale del sangue di aspetto lattiginoso, il cui principale componente è una sostanza chimica presente nei rivestimenti dei tegami antiaderenti chiamata perfluorodecalina in sospensione di albumina.
Sintetizzato in Giappone, il fluosol è stato testato per la prima volta negli Stati Uniti nel 1982. I primi pazienti cui è stato somministrato dovevano quasi tutti essere sottoposti ad intervento chirurgico e rifiutavano trasfusione per motivi religiosi. Il fluosol serve come mezzo di dissoluzione dell'ossigeno. Per "caricarlo" di una maggiore quantità di ossigeno, i pazienti devono respirare ossigeno puro tramite una maschera oppure stare in una camera iperbarica (ad alta pressione). Gli scopritori sostengono che l'ossigeno trasportato dal fluosol viene utilizzato più facilmente dai tessuti corporei perché le sue particelle scivolose, essendo più piccole degli eritrociti, scorrono più velocemente nei capillari. Nonostante sia stato inizialmente ritenuto un prodotto promettente nel trattamento dell'attacco cardiaco, dell'intossicazione da monossido di carbonio e dell'anemia falciforme, il suo impiego è stato recentemente messo in dubbio dai risultati di ricerche indicanti che il fluosol può deprimere il sistema immunitario. Ciò nondimeno il suo uso appare tuttora fornire dati incoraggianti nel mantenere ossigenati gli organi prelevati in attesa del trapianto e come agente protettore  del miocardio contro l'ischemia durante un attacco cardiaco.